# Milena Preindlsberger-Mrazović
Milena Preindlsberger Mrazović (született Milena Mrazović, Belovár, 1863. december 28. – Bécs, 1927. január 20.) osztrák–magyar újságíró, zeneszerző, szerkesztő, Bosznia-Hercegovina első újságjának kiadója.  

## Élete
Milena Mrazović egy horvát származású család sarja, akik Boszniában telepedtek le. Édesapja a horvátországi Belovárban volt hivatalnok. Milena Budapesten járt leányiskolába. 1878-ban a család először a boszniai Banja Lukába, majd 1879-ben Szarajevóba költözött. 
Milena Mrazović 1884-ben az egyik kolostor iskolájában kezdett franciát tanítani, de ugyanebben az évben kezdte el szerkeszteni a helyi, német nyelvű Bosnische Post újságot, az első női újságíróként Bosznia-Hercegovinában. 1886-ban társkiadója, majd 1889 egyedüli tulajdonosa lett a lapnak. 1896-ban hozzáment Josef Preindslbergerhez, egy bécsi sebészhez, aki a szarajevói kórházban dolgozott, és ebben az évben leköszönt a vezetői pozíciójáról az újságnál. 
Az első világháború alatt Milena a férjét kísérte asszisztensként Szerbiában, Montenegróban, Macedóniában, Albániában és Olaszországban. 1919-ben Bécsbe költöztek, ahol 1927-ben egy betegségben hunyt el. 

## Publikációk
Milena Mrazović néven publikált, majd miután férjhez ment a Milena Preindlsberger-Mrazović nevet használta a Bosnische Postban és más németnyelvű újságokban megjelent cikkei szerzőjeként.
- Selam. Skizzen und Novellen, [Selam. Jegyzetek és novellák] berlini német íróközösség, Berlin, 1893, fordítások: angol, 1895, orosz 1900

- Bosnisches Skizzenbuch, [Boszniai jegyzetfüzet] 1900. (Digitalisat)
- Bosnische Volksmärchen, [Boszniai népmesék] 1905. (Digitalisat, 2014-es javított kiadás, ISBN 978-3-8430-4046-4)
- Das Grabesfenster, 1906
- Die Bosnische Ostbahn [A boszniai keleti vasút], 1908
- Bosnisches Skizzenbuch, [Boszniai jegyzetfüzet] 1909

Kiadóként
- Pjesńička djela fra G. Martića [P. G. Martić verseskötete], két kötet 1893–1895